# ۱۲۷۱ (قمری)
۱۲۷۱ (قمری)، هزار و دویست و هفتاد و یکمین سال در گاهشماری هجری قمری است. اول محرم این سال برابر با بیست و چهارم سپتامبر سال ۱۸۵۴ میلادی است.